# Jens Petter Hauge
Jens Petter Hauge (* 12. Oktober 1999 in Bodø) ist ein norwegischer Fußballspieler. Der Offensivspieler steht beim FK Bodø/Glimt unter Vertrag und ist seit Oktober 2020 A-Nationalspieler.

## Karriere

### Verein

#### 2012–2020: Anfänge und norwegischer Meister mit FK Bodø/Glimt
Der in Bodø geborene Hauge entstammt der Jugendakademie des FK Bodø/Glimt, bei dem er im April 2016 seinen ersten professionellen Vertrag unterzeichnete. Am Tag darauf debütierte er beim 6:0-Pokalsieg gegen den IF Fløya für die erste Mannschaft, als er in der zweiten Halbzeit eingewechselt wurde und bis zum Ende der Partie einen Hattrick erzielte. In den nächsten Wochen wurde er bereits regelmäßig in der Eliteserien eingesetzt und traf im Juli 2016 beim 4:1-Auswärtssieg gegen Start Kristiansand erstmals in der höchsten norwegischen Spielklasse. In dieser Saison 2016 bestritt er 20 Ligaspiele, in denen ihm eben diesen Treffer gelang, musste jedoch mit Bodø/Glimt den Abstieg in die zweitklassige OBOS-ligaen antreten.
In der darauffolgenden Spielzeit 2017 etablierte er sich als unumstrittener Stammspieler und feierte mit dem Verein als Meister die Rückkehr in die Superligaen. Dazu trug er mit 2 Toren und 13 Vorlagen wesentlich bei. Im nächsten Spieljahr 2018 verlor der junge Offensivmann seinen Stammplatz wieder, weshalb er nach 11 Ligaeinsätzen, in denen er ohne Torbeteiligung blieb, Mitte August 2018 zum Zweitligisten Aalesunds FK ausgeliehen wurde. Dort bestritt er bis zum Saisonende sechs Ligaeinsätze.
Im Verlauf der folgenden Spielzeit 2019 schaffte er wieder den Sprung in die Startformation des FK Bodø/Glimt. In dieser Saison bestritt er 28 Ligaspiele, in denen ihm 7 Tore und 2 Assists gelangen. Das nächste Spieljahr 2020, welches aufgrund der COVID-19-Pandemie erst im Juni 2020 gestartet war, begann für Hauge und seinen Verein hervorragend. Nach zehn Spieltagen hatte der Verein überraschend die Tabellenführung inne. Hauge stand zu diesem Zeitpunkt bereits bei sechs Saisontoren und genau so vielen Vorlagen. Auch in der Qualifikation zur UEFA Europa League schaffte er es zu überzeugen. Bei der knappen 2:3-Auswärtsniederlage gegen die AC Mailand war er an beiden Toren seiner Mannschaft direkt beteiligt. Daraufhin wurde in den Medien bereits von einem Interesse der Rossoneri am Offensivspieler berichtet. Am Saisonende im Dezember 2020 gewann Bodø/Glimt erstmals die norwegische Meisterschaft, zu der der Norweger mit 14 Toren in 18 Spielen maßgeblich beigetragen hatte.

#### 2020–2021: Erste Auslandsstation in Mailand
Anfang Oktober 2020 wechselte Hauge in die Serie A zur AC Mailand, bei der er mit einem Vertrag bis zum 30. Juni 2025 ausgestattet wurde. Der Norweger kam dort in seiner ersten Saison nicht über die Rolle des Einwechselspielers hinaus und absolvierte 18 Ligaspiele, in denen er 2 Treffer erzielte. Spielpraxis sammelte er vor allem in der Europa League, in der er 3 Tore in 5 Gruppenspielen schoss.

#### Seit 2021: Europa-League-Sieg und Rückkehr nach Norwegen
Im August 2021 wechselte Hauge leihweise nach Deutschland zum Bundesligisten Eintracht Frankfurt, der sich zudem eine Kaufoption sicherte. Dort kam er in der Spielzeit wettbewerbsübergreifend zu 38 Pflichtspieleinsätzen, wobei er meist von der Bank aus ins Spiel kam. In der Bundesliga erzielte der Norweger an den ersten drei Spieltagen seine einzigen beiden Saisontore und schloss sie mit seinem Team auf dem elften Tabellenplatz ab. Darüber hinaus traf er einmal in der Gruppenphase der Europa League, die er mit der Eintracht als Gruppensieger beendete und mit ihr anschließend nach Siegen gegen Betis Sevilla, den FC Barcelona und West Ham United bis ins Finale vorstieß. Dort kam Hauge im Mai 2022 gegen die Glasgow Rangers Mitte der zweiten Halbzeit ins Spiel und gewann mit seiner Mannschaft das Spiel im Elfmeterschießen.
Zur Saison 2022/23 wurde Hauge fest verpflichtet und mit einem Vertrag bis zum 30. Juni 2026 ausgestattet. Im August 2022 wurde er bis zum Saisonende an den belgischen Erstligisten KAA Gent verliehen. Hier bestritt er 19 von 36 möglichen Ligaspielen, 2 Pokalspiele und 8 Spiele im Europapokal.
Zur Saison 2023/24 kehrte er zur Eintracht zurück. Ende Januar 2024 wurde er für den Rest des Jahres an seinen ehemaligen Jugendverein FK Bodø/Glimt verliehen. Dort konnte er in der Saison 2024 mit acht Toren in 28 Spielen auf sich aufmerksam machen. Mit dem Verein gewann er am Saisonende die norwegische Meisterschaft.
Anfang Januar 2025 kehrte Hauge mit dem Beginn der Wintervorbereitung nach Frankfurt zurück. Bei den ersten beiden Bundesligaspielen nach der Winterpause stand er nicht im Spieltagskader. Mitte Januar 2025 wechselte Hauge dann endgültig zum FK Bodø/Glimt, bei dem er einen Vertrag bis zum 31. Dezember 2028 unterschrieb.

### Nationalmannschaft
Hauge spielte seit der U15-Nationalmannschaft für sämtliche norwegische Juniorenauswahlen. Mit der U19-Auswahl nahm er an der U19-Europameisterschaft 2018 in Finnland teil. Mit zwei Toren in vier Einsätzen trug er wesentlich zum fünften Platz und somit zum besten Abschneiden einer norwegischen U19-Mannschaft bei einem internationalen Wettbewerb bei.
Im Mai 2019 war er mit der U20 bei der U20-Weltmeisterschaft 2019 in Polen im Einsatz. Nachdem die ersten zwei Gruppenspiele verloren gegangen waren, gelang der Landslaget in der dritten Partie gegen Honduras mit einem 12:0-Kantersieg der höchste Sieg der Turniergeschichte. Hauge erzielte in diesem Spiel einen Treffer und bereitete vier Tore Erling Haalands vor, der sich in dieser Begegnung mit einem Neunerpack zum Torschützenkönig des Wettbewerbs schoss.
Von November 2019 bis September 2020 spielte Hauge viermal für die U21-Nationalmannschaft. Im Oktober 2020 debütierte er in der A-Nationalmannschaft, als er in Oslo im Spiel in der UEFA Nations League gegen Rumänien eingesetzt wurde.

## Titel
Eintracht Frankfurt
- Europa-League-Sieger: 2022

FK Bodø/Glimt
- Norwegischer Meister (2): 2020, 2024
- Norwegischer Zweitligameister und Aufstieg in die Eliteserien: 2017

## Familie
Sein jüngerer Bruder Runar Hauge (* 2001) ist ebenfalls Fußballspieler.